# Font del Pou de la Cadena
La Font del Pou de la Cadena és una obra del municipi de Girona inclosa en l'Inventari del Patrimoni Arquitectònic de Catalunya. Hi ha un conjunt d'una font urbana, construïda amb peces de pedra de Girona i uns elements ornamentals fets amb ceràmica que representen dos peixos.

## Història
El conjunt de la font és fet amb pedra. A destacar l'escultura superior que representa dos peixos entrellaçats, construïts amb ceràmica. Fa poc han estat parcialment malmesos per una poc cuidada restauració-neteja que s'hi ha fet. L'ajuntament s'ha plantejat la possibilitat de substituir-los per uns altres de bronze. A la part superior hi consta l'any 1858.